# Asahigraph

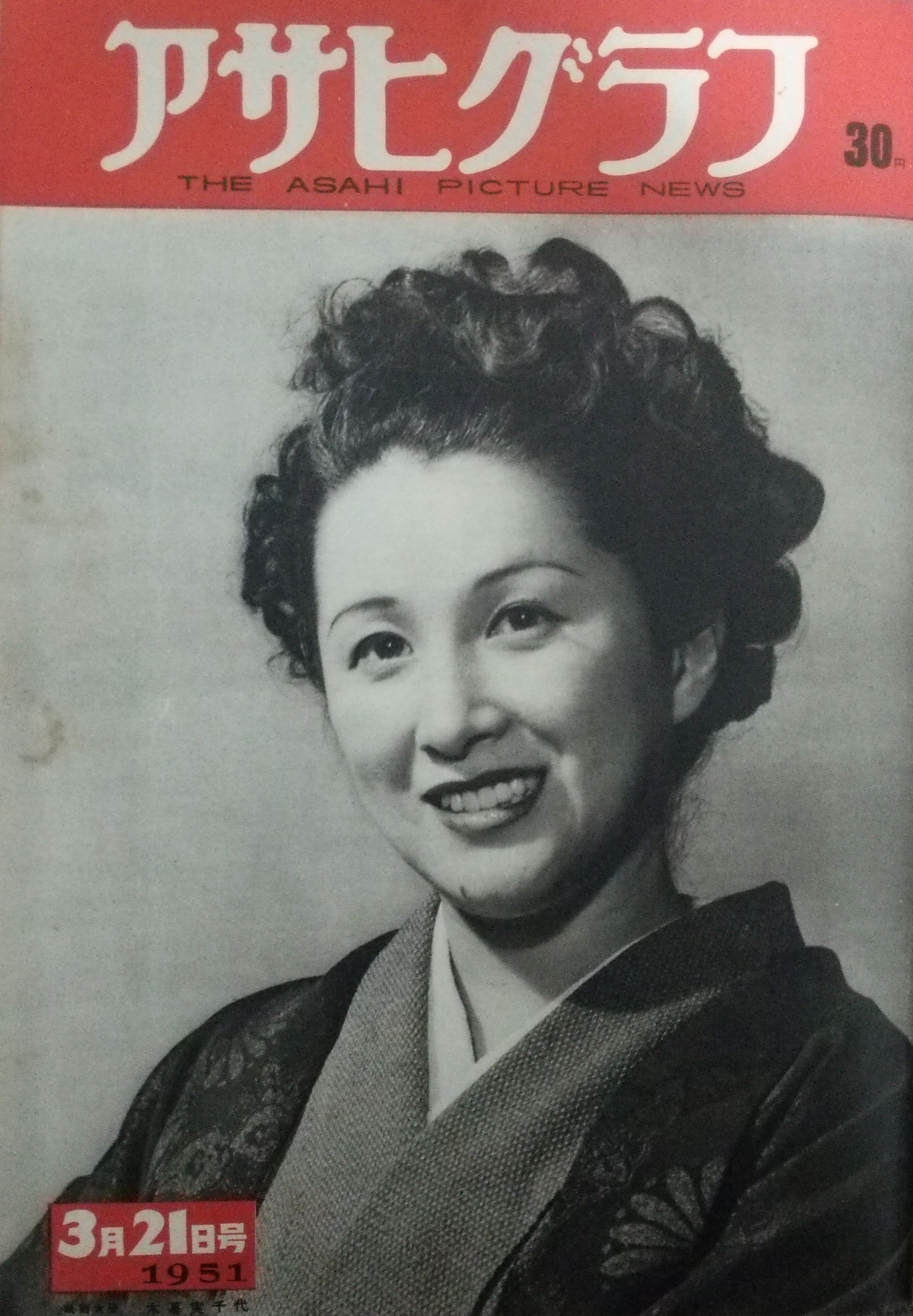
Couverture d'Asahigraph

Asahigraph (アサヒグラフ, Asahigurafu) est un hebdomadaire japonais publié de 1923 à 2000, et laisse dès ses origines une très large place au photographies de presse. Il occupe une place importante dans l'espace médiatique japonais d'après-guerre, comparable à celui de Life aux Etats-Unis (duquel il s'inspire pour sa maquette).